# Landtagswahl in der Steiermark 1957
- SPÖ: 21
- ÖVP: 24
- FPÖ: 3

Am 10. März 1957 fanden Landtagswahlen in der Steiermark statt.
Die ÖVP feierte einen Erdrutschsieg und erreichte die Hälfte der Sitze im Landtag. Die SPÖ konnte ebenfalls zulegen, blieb jedoch hinter der ÖVP zurück.
Die ÖVP bekam 46,4 % der Stimmen (24 Mandate), die SPÖ erreichte 43,6 % der Stimmen (21 Mandate). Die FPÖ, die zum ersten Mal statt des WDU angetreten war, verlor massiv und bekam nur mehr 6,8 % der Stimmen (3 Mandate). Die KPÖ verfehlte zum ersten Mal seit 1945 mit 2,6 % den Einzug in den Landtag. 
Zwei neue Parteien traten bei den Landtagswahlen an: Die Freie Steirische Wahlgemeinschaft der Parteilosen konnte mit 0,43 % kein Mandat erlangen, ebenso wenig wie die E.P.Ö., die nur in Graz angetreten war und 0,17 % der Stimmen erreichte.

## Wahlergebnis
|                                                   | Ergebnisse 1957 | Ergebnisse 1957 | Ergebnisse 1957 | Ergebnisse 1953 | Ergebnisse 1953 | Ergebnisse 1953 | Differenzen | Differenzen | Differenzen |
| ------------------------------------------------- | --------------- | --------------- | --------------- | --------------- | --------------- | --------------- | ----------- | ----------- | ----------- |
| Wahlberechtigte                                   | 718.898         | 718.898         | 718.898         |                 |                 |                 |             |             |             |
|                                                   | Stimmen         | %               | Mand.           | Stimmen         | %               | Mand.           | Stimmen     | %           | Mand.       |
| Abgegebene Stimmen                                | 696.903         | 96,94 %         | 48              | 680.151         | unbek.          | 48              | + 16.752    | unbek.      |             |
| Ungültige Stimmen                                 | 17.558          | 2,52 %          |                 | 20.232          | 2,97 %          |                 | - 2.674     | - 0,45 %    |             |
| Gültige Stimmen                                   | 679.345         | 97,48 %         |                 | 659.919         | 97,03 %         |                 | + 19.426    | + 0,45 %    |             |
| Partei                                            |                 |                 |                 |                 |                 |                 |             |             |             |
| Österreichische Volkspartei (ÖVP)                 | 315.197         | 46,40 %         | 24              | 268.546         | 40,69 %         | 21              | + 46.651    | + 5,71 %    | + 3         |
| Sozialistische Partei Österreichs (SPÖ)           | 296.383         | 43,63 %         | 21              | 271.162         | 41,09 %         | 20              | 25.221      | + 2,54 %    | + 1         |
| Freiheitliche Partei Österreichs (FPÖ)            | 46.103          | 6,79 %          | 3               | 89.837          | 13,61 %         | 6               | - 43.734    | - 6,82 %    | - 3         |
| Kommunistische Partei Österreichs (KPÖ)           | 17.590          | 2,59 %          | 0               | 29.039          | 4,40 %          | 1               | - 11.449    | - 1,81 %    | - 1         |
| Freie Steirische Wahlgemeinschaft der Parteilosen | 2.926           | 0,43 %          | 0               | n.k.            |                 |                 | + 2.926     | + 0,43 %    |             |
| E.P.Ö.                                            | 1.146           | 0,17 %          | 0               | n.k.            |                 |                 | + 1.335     | + 0,17 %    |             |